# Kogaratsu
Kogaratsu is een stripreeks waarvan de eerste twee delen in 1985 verschenen in Dupuis' Avonturenreeks. Alle albums zijn geschreven door Bosse (Serge Bosmans), getekend door Marc Michetz en uitgegeven door Dupuis. De eerste albums werden begin jaren tachtig voorgepubliceerd in Robbedoes.

## Achtergrond, thema's en ontwikkeling
Nakamuea Kogaratsu is een zwervende samoerai, een ronin, die leeft in het Japan van het begin van de zeventiende eeuw. 
In de eerste vier delen is Kogaratsu nog de trouwe dienaar van zijn meester Yimitsu. Door de gebeurtenissen die plaatsvinden raakt hij gedesillusioneerd en verliest hij zijn eer. Kogaratsu laat zich meer leiden door zijn gevoel. De rode draad die de latere delen van de reeks met elkaar verbindt, is de reis van de gewezen samurai. 
Ook de tekeningen maken een ontwikkeling door. Staan ze in de eerste vier delen nog in dienst van het verhaal, met veel gedetailleerde plaatjes. Vanaf het vijfde deel oogt het allemaal losser, worden de platen groter met minder tekst. Tekenaar Michetz volgt minder de klare lijn en zijn tekeningen lijken meer op de Japanse inktschilderingen, de Sumi-e.

## Verhalen
Rivaliteit tussen twee broers die in een tragedie eindigt staat aan de basis van deze serie. Mitsuru laat zijn broer Yoshida vermoorden en neemt diens plaats in als gouverneur van de provincie Hosan-I. Kasteelheer Yimitsu was een volgeling van Yoshida en voedt heimelijk diens zoon Kishiji Bando op. Kogaratsu is zijn trouwste samoerai.
Het eerste deel dat in de serie verscheen, de bloedlotus, speelt zich af 12 jaar na de moord op Yoshida. In Hosan-I arriveert de nicht van de Shogun Tokugawa Ishi. Een gemaskerde samoerai (de bloedlotus) maakt de omgeving onveilig en raakt gewond. Hij verschuilt zich in het kasteel van Yimitsu, waar ook de zoon van Yoshida verblijft. 
De eerste vier delen van de reeks vormen een cyclus, een doorlopend verhaal met terugkerende personen. Alle delen daarna zijn opzichzelfstaande verhalen. 

## Nummering
Opmerkelijk is de nummering van de serie, deze start bij 0 in plaats van gebruikelijk bij 1. Het album 0 werd pas na de eerste drie nummers getekend, maar hoort qua tijdlijn vooraan in de reeks. Dit voorste album bestaat uit korte op zichzelf staande verhalen.

## Albums
| Nummer | Titel                               | Verschenen |
| ------ | ----------------------------------- | ---------- |
| 0      | De brug naar nergens                | 1991       |
| 1      | De bloedlotus                       | 1985       |
| 2      | De schat van de Eta                 | 1986       |
| 3      | Gebroken lente                      | 1988       |
| 4      | De rug van de tijger                | 1992       |
| 5      | De berg van Yama-no-Kami            | 1994       |
| 6      | In de maalstroom van het leven      | 1995       |
| 7      | De andere kant van de hemel         | 1997       |
| 8      | Onder het oog van de maan           | 1999       |
| 9      | De strategie van de spanrupsvlinder | 2000       |
| 10     | Ultiem rood                         | 2002       |
| 11     | Te vuur en te zwaard                | 2008       |
| 12     | Het gezicht van het kwaad           | 2010       |
| 13     | Taro                                | 2014       |